# Dewandre

De familie Dewandre is een Belgische familie afkomstig uit het prinsbisdom Luik.

## Afkomst
Stamvader van de familie is de Luikse lakenwever François de Wandre (1661-1737), zoon van Winand de Wandre en Hélène Loly.

## Genealogie
- François de Wandre (1661-1737), lakenwever
  - François-Joseph de Wandre (1691-1773), lakenwever
    - Henri-Joseph Dewandre (1730-1806), houtsnijder
      - François-Joseph Dewandre (1758-1835), beeldhouwer, trouwde in 1788 in Luik met Marie-Catherine Beckoz (1766-1825).
        - Henri Dewandre (1790-1862), advocaat, lid van het Nationaal Congres en gemeenteraadslid van Luik, trouwde in 1820 in Luik met Caroline de Macar (1793-1850), dochter van Pierre de Macar, raadgever van de prins-bisschop van Luik, en zus van baron Ferdinand de Macar, advocaat, magistraat, gouverneur van Henegouwen, senator en gouverneur van Luik.
          - Marie-Caroline Dewandre (1822-1873), trouwde in 1842 in Luik met Olivier Leclercq (1810-1896), luitenant-generaal, met afstammelingen tot heden. Ze waren de schoonouders van Alexandre Nicaise, generaal.

        - Barthélemy-François Dewandre (1791-1871), advocaat-generaal bij en raadsheer in het Hof van Cassatie en gemeenteraadslid van Sint-Joost-ten-Node
          - Barthel Dewandre (1822-1893), advocaat, provincieraadslid van Henegouwen, volksvertegenwoordiger en senator, trouwde in 1847 in Fontaine-l'Évêque met Louise de Haussy (1822-1848), dochter van François-Philippe de Haussy, advocaat, industrieel, schepen van Fontaine-l'Évêque, senator, minister van Justitie en gouverneur van de Nationale Bank van België. Het huwelijk bleef kinderloos. Hij hertrouwde in 1850 in Fontaine-l'Évêque met haar halfzus, Jenny de Haussy (1830-1907).
            - Franz Dewandre (1851-1925), advocaat, artilleriecommandant van de Burgerwacht, schepen van Charleroi, afgevaardigd bestuurder van de Banque de Charleroi, medeoprichter van Ateliers Germain en bestuurder van vennootschappen, trouwde in 1880 in Lodelinsart met Marie Robert (1857-1941), dochter van Auguste Robert, brouwer.
              - Germaine Dewandre (1881-1944), directrice van de kraamkliniek Koningin Astrid in Charleroi en voorzitster van het Rode Kruis Charleroi, vermoord door rexisten in Mont-sur-Marchienne, trouwde in 1902 in Charleroi met Pierre van Hoegaerden (1880-1914), burgemeester van Ohain.
              - Maurice Dewandre (1882-1971), trouwde in 1911 in Brussel met Marie Rolin-Jacquemyns (1888-1968), dochter van Edouard Rolin-Jacquemyns, rechtsgeleerde, hoogleraar aan de Rijksuniversiteit Gent, voorzitter van het Institut de Droit International, lid van het Permanent Hof van Arbitrage, rechter bij het Permanent Hof van Internationale Justitie en minister van Binnenlandse Zaken.

            - Georges Dewandre (1853-1932), burgerlijk mijnbouwkundig ingenieur en medeoprichter van Ateliers Germain
              - Albert Dewandre (1884-1964), burgerlijk ingenieur, uitvinder van het servostuur, bestuurder van de Compagnie Internationale des Pieux Armés Frankignoul en de Université de Liège, vicevoorzitter van FN Herstal, medeoprichter van de Belgian Society of Mechanical and Environmental Engineering, voorzitter van de Association des Ingénieurs diplômés de l'ULiège en gouverneur van Rotary International België

            - Edmond Dewandre (1855-1925), advocaat, medeoprichter van Ateliers Germain, substituut-procureur des Konings en volksvertegenwoordiger, trouwde in 1881 in Doornik met Juliette de Lalieux (1857-1928).
              - Madeleine Dewandre (1882-1969), trouwde in 1906 in Charleroi met baron Alphonse de Jacquier de Rosée (1870-1943), industrieel en burgemeester van Warnant.
              - Léon Dewandre (1886-1961), oorlogsvrijwilliger tijdens de Eerste Wereldoorlog, industrieel, voorzitter van liberale dagbladen en voorzitter van Royal Charleroi Sporting Club

            - Paul Dewandre (1866-1953), burgerlijk ingenieur, industrieel en medeoprichter van Ateliers Germain, trouwde in 1891 in Charleroi met Elise Audent (1871-1947), dochter van Jules Audent, advocaat, burgemeester van Charleroi en senator.
            - Émile Dewandre (1867-1947), burgerlijk mijnbouwkundig ingenieur en vicevoorzitter van het Rode Kruis Charleroi, trouwde in 1895 in Sint-Joost-ten-Node met Valentine Mersman (1874-1938), dochter van Léon Mersman, advocaat en burgemeester van Waterloo.